# Vulturu, Vrancea
Vulturu este satul de reședință al comunei cu același nume din județul Vrancea, Moldova, România. Acesta este situat în sudul județului Vrancea, aproape de județul Galați. Satul a apărut în urma unui popas, care între timp s-a mărit, ca mai târziu să se formeze un sat.

## Istoric
În anul 1968, cu ultima organizare administrativ-teritorială, prin care s-a revenit la vechea împărțire pe județe, satele Vulturu de Jos și Vulturu de Sus au fost comasate, formând satul Vulturu.

## Personalități
- Tudorel Toader (n.1960), judecător la Curtea Constituțională a României 2006 - 2016, fost ministru al justiției